# Анімація (мистецтво)
Анімація, анімаційне кіно (мультиплікація, мультиплікаційне кіно[неавторитетне джерело]) — вид кіномистецтва, твори якого створюють методом покадрового знімання послідовних фаз руху мальованих (графічна або мальована анімація) або об'ємних (об'ємна або лялькова анімація) картинок.

Анімований кінь

Сьогодні класифікація розрізняє 4 типи анімації: 2D, 3D, покадрова мультиплікація і stop-motion. Крім цього, існують деякі специфічні види анімації, для яких також потрібні певні вміння. Наприклад, голкова, пісочна та анімація на воді.

## Технологія
Анімаційні фільми (кінцевий продукт анімації) створюють шляхом або покадрового знімання (stop-motion), або промальовуючи (на целулоїді, папері (покадрова мультиплікація) або в комп'ютері(2:D i 3D)) фази руху об'єктів, з подальшим їх поєднанням у єдиний відеоряд.

## Історія
Історія анімації починається 20 липня 1877 року у Франції, коли інженер-самоучка Еміль Рейно створив і представив публіці перший праксиноскоп. 28 жовтня 1892 року Еміль Рейно продемонстрував у паризькому музеї Гревен першу анімаційну стрічку за допомогою апарату «оптичний театр», що діє інакше, ніж кінопроєктор (це було до винайдення кінематографа).
Перші анімаційні фільми являли собою мальовані й розфарбовані від руки пантоміми тривалістю аж до п'ятнадцяти хвилин. Уже тоді можна було додавати звуковий супровід, синхронізований із зображенням. Рейно створював також анімаційні фільми, в яких поряд із малюнками застосовувалися фотографії. Надалі внесок у розвиток анімації робили інші аніматори, створюючи картини в різних жанрах і техніках.

## Основні техніки
Мальована мультиплікація
Класичний вид анімації, у якому художник послідовно промальовує на плівці кожну фазу руху персонажа. Потім плівки з різними персонажами накладаються і фотографуються.
Flash-анімація
Flash — широко відома програма Adobe, що створена для створення 2D-графіки, що значно полегшує фазування. Flash-анімацію легко впізнати по обмеженій кількості фазових трансформацій, що запропоновані у програмі.
Лялькова анімація
Створюється за допомогою ляльок-акторів та макету сцени покадровим зніманням.
Пісочна анімація
У ній легкий порошок (найчастіше очищений пісок) насипається на підсвічене скло і перемішується, створюючи ілюзію руху. Найчастіше всі дії виконуються руками, але можуть використовуватись і пензлі.
Комп'ютерна 3D-графіка
Комп'ютерна анімація — вид мультиплікації, похідний від комп'ютерної графіки. На сьогодні комп'ютерна анімація має дуже широке застосування як в області розваг, так і у виробничій, науковій та діловій сферах. У тривимірної комп'ютерної анімації робота ведеться не з картинкою, а з віртуальним світом.